# 麥考爾 (伊利諾伊州)
麥考爾（英語：McCall）是位於美國伊利諾伊州漢考克縣的一個非建制地區。該地的面積和人口皆未知。

## 地理
麥考爾的座標為40°27′10″N 91°11′50″W / 40.45278°N 91.19722°W，而該地的平均海拔高度為212米（即696英尺）。